# Phyllogomphoides aculeus
Phyllogomphoides aculeus är en trollsländeart som beskrevs av Belle 1982. Phyllogomphoides aculeus ingår i släktet Phyllogomphoides och familjen flodtrollsländor. Inga underarter finns listade i Catalogue of Life.